# Opwierde
Opwierde est un village de la commune néerlandaise d'Appingedam, situé dans la province de Groningue.
Il abrite une église romano-gothique construite au XIIIe siècle et restaurée entre 1964 et 1968.